# G Data AntiVirus
G Data AntiVirus – program antywirusowy firmy G Data CyberDefense, zapewniający ochronę przed zagrożeniami płynącymi z sieci Internet: wirusy, robaki, konie trojańskie, oprogramowanie szantażujące, reklamowe, szpiegujące i inne formy szkodliwego kodu. Program obsługuje systemy Windows 7, Windows 8.1, Windows 10, Windows 11, Android oraz macOS i wykorzystuje dwa skanery antywirusowe: G-Data i Bitdefender.
W 2025 roku program G Data Antivirus dla Mac został zwycięzcą testu Stiftung Warentest.